# Руссу, Николай Яковлевич
Николай Яковлевич Руссу — молдавский советский хозяйственный, государственный и политический деятель, Герой Социалистического Труда.

## Биография
Родился в 1925 году в селе Цыплешты. Член КПСС с 1957 года.
Участник Великой Отечественной войны. С 1952 года — на хозяйственной, общественной и политической работе. В 1952—1982 гг. — дояр, заведующий молочнотоварной фермой, вновь дояр колхоза «Завет Ленина» села Путинешты Флорештского района Молдавской ССР.
Указом Президиума Верховного Совета СССР от 15 февраля 1957 года присвоено звание Героя Социалистического Труда с вручением ордена Ленина и золотой медали «Серп и Молот».
Умер не ранее 1988 года.